# Handball Sportunion Leoben
Die Handball Sportunion Leoben ist ein österreichischer Handballverein aus Leoben.
Im Jahr 1947 wurde der Verein Union Leoben durch Franz Rietner gegründet. Der ebenfalls ortsansässige Verein SV Leoben, der Großfeldhandball betrieb, wurde 1967 aufgelöst. Im Jahr 1981 wurde Union Leoben zum ersten Mal steirischer Meister. In der Saison 1995/1996 gelang unter Trainer Hermann Hollerer der Aufstieg in die damalige Bundesliga Ost. Im selben Jahr gab es auch erstmals eine weibliche Jugendmannschaft; 1996/1997 waren schon fünf Mannschaften für die Meisterschaft gemeldet.
Das Jahr 1998 brachte den Abstieg in die Steirische Landesliga. Im Jahr 2000 wurde der Verein Landesligameister und stieg in die Bundesliga Ost auf. Dort wurde die Mannschaft in den Jahren 2005, 2006 und 2008 Österreichischer Bundesligameister. Im Jahr 2008 stieg der Verein in die höchste Spielklasse Österreichs, die Handball Liga Austria, auf. 2009, 2010 und 2011 hielt der Verein sich in der 1. Österreichischen Liga (HLA). 2012 erreichte man erstmals das „Obere Playoff“ der HLA. 
2013 und 2014 verblieb man in der 1. Österreichischen Liga (HLA). In der Saison 2013/14 holte Leoben den ersten Franzosen in die Handball-Liga Austria. Pierre-Yves Ragot lief gegen Westwien zum ersten Mal im Leobener Dress auf. Zuvor war er beim deutschen Erstligisten HSG Wetzlar im Gespräch.
In der Saison 2015/16 konnte mit dem 5. Platz die beste Platzierung der Vereinsgeschichte erreicht werden. 2016/17 stieg der Verein in die 2. Österreichische Liga (HLA) ab und spielte in der Saison 2017/18 in der Handball Bundesliga Austria. 
2018 gelang der sofortige Wiederaufstieg in die 1. Liga, ehe man 2019 bereits wieder in die spusu Challenge (2. Liga) abstieg. 2020 stand Union Leoben unter Trainer Dino Poje nach dem Grunddurchgang auf einem Aufstiegsplatz in die spusu Liga (1. Liga). Aufgrund der Corona-Pandemie in Österreich wurde die Saison abgebrochen, womit der Verein zur neuen Saison 2020/21 wieder in der 2. Liga antreten muss. 2020/21 übernahm Vytautas Žiūra das Traineramt.
Heimspielstätte ist die Sporthalle Leoben-Donawitz. Die Union Leoben wird seit 2002 vom Fanclub Vikings sowohl bei Heim- als auch bei Auswärtsspielen unterstützt.